# Villalar de los Comuneros
Villalar de los Comuneros é um município da Espanha na província de Valladolid, comunidade autónoma de Castela e Leão, de área 42,86 km² com população de 449 habitantes (2004) e densidade populacional de 10,48 hab/km².

## Demografia
| Variação demográfica do município entre 1991 e 2004 | Variação demográfica do município entre 1991 e 2004 | Variação demográfica do município entre 1991 e 2004 | Variação demográfica do município entre 1991 e 2004 |
| --------------------------------------------------- | --------------------------------------------------- | --------------------------------------------------- | --------------------------------------------------- |
| 1991                                                | 1996                                                | 2001                                                | 2004                                                |
| 508                                                 | 510                                                 | 478                                                 | 449                                                 |